# La casa di Bellevue
La casa di Bellevue è un dipinto a olio su tela (60x73 cm) realizzato nel 1890 dal pittore francese Paul Cézanne.
È conservato nel Musée d'art et d'histoire di Ginevra.